# Stefano Tummolini
Stefano Tummolini (Roma, 1969) è uno sceneggiatore, regista e scrittore italiano.

## Biografia
Si è laureato in Storia e Critica del Cinema (Università La Sapienza, anno acc. 1993-94) con la tesi: La fabbrica di senso: il melodramma nel cinema dalle origini alla crisi dei generi
Il tuffatore è il suo primo cortometraggio.
Nel 1997, assieme Ferzan Özpetek, Gianni Romoli e Aldo Sambrell, ha sceneggiato Il bagno turco (Hamam), film italo-turco, opera prima diretta da Özpetek.
Nel 2008 ha diretto Un altro pianeta, un lungometraggio sull'omosessualità presentato alla 65ª Mostra internazionale d'arte cinematografica di Venezia, nella sezione Giornate degli Autori dove ha vinto il Queer Lion 2008. Per questa pellicola ha ottenuto una nomination al Nastro d'argento al miglior regista esordiente del 2009.
Ha tradotto molteplici testi di autori classici e contemporanei dall'inglese e dallo spagnolo (tra cui Wilkie Collins, Thomas Hardy, Leonard Gardner, Tim Winton, Gore Vidal, Guillermo Arriaga, John Williams, Hilary Mantel).

## Filmografia

### Sceneggiatore

#### Cinema
- Cinecittà... Cinecittà, regia di Renzo Badolisani (1992)

- Il bagno turco (Hamam), regia di Ferzan Özpetek (1997)
- Besame mucho, regia di Maurizio Ponzi (1999)
- A luci spente, regia di Maurizio Ponzi (2004)
- Ci vediamo a casa, regia di Maurizio Ponzi (2012)

#### Televisione
- Il bello delle donne - serie TV, 6 episodi (2001)
- Compagni di scuola - serie TV (2001)
- Distretto di Polizia 3 - serie TV (2002)
- Marameo, regia di Rolando Colla - film TV (2008)
- Mogli a pezzi - miniserie TV (2008)
- Tutti pazzi per amore - serie TV (2008)
- Il commissario Manara - serie TV, episodi 2x05-2x07-2x10 (2011)
- Un medico in famiglia - serie TV, episodi 8x03-8x04 (2011)
- Il bello delle donne... alcuni anni dopo - serie TV, episodio 1x01 (2008)

### Regista
- Il tuffatore - cortometraggio (1997)
- Prova d'attrice - cortometraggio (1999)
- L'orizzonte - cortometraggio (2001)
- Un altro pianeta (2008)
- Lo straniero (di Camus) - cortometraggio (2009)
- L'estate sta finendo (2013)

### Attore
- L'ultimo capodanno, regia di Marco Risi (1998)

## Scrittore
- 2008 - La guerra dei sessi (2079-2082). Cronache della guerra civile in Italia
- 2014 - Un'estate fa